# Brian Montenegro
Brian Guillermo Montenegro Martínez (Assunção, 10 de junho de 1993) é um jogador de futebol paraguaio que atualmente defende o Olímpia, do Paraguai.[carece de fontes?]

## Carreira do clube
Começou sua carreira no clube paraguaio Tacuary, onde fez 51 partidas e marcou sete gols antes de ingressar no Deportivo Maldonado, da Segunda Divisão do Uruguai.
Ele pode jogar como ala e como atacante.
Ele é um ex-internacional Sub-20 do Paraguai.

## West Ham United
Ele ingressou no West Ham em 29 de agosto de 2011, onde assinou um contrato de empréstimo de uma temporada dizendo: "Estou muito animado para vir aqui e jogar na Inglaterra, espero ter a chance de mostrar aos fãs o que posso fazer." A primeira e única aparição de Montenegro pela seleção principal foi como reserva aos 78 minutos, no dia 8 de janeiro de 2012, na derrota por 1 a 0 na terceira rodada da Copa da Inglaterra para o Sheffield Wednesday . No final da temporada, um novo contrato não foi acertado e ele voltou ao Paraguai.

### Tacuary
Ele voltou a Tacuary como substituto no segundo tempo na partida contra o Libertad em agosto de 2012. Ele marcou dois gols em 17 jogos em sua segunda passagem pelo clube.

### Rubio Ñú e Libertad
Em 2013, ele se juntou ao Rubio Ñú, da Primera División do Paraguai, onde marcou três gols em 14 jogos. Sua forma valeu-lhe a passagem para o clube paraguaio da Primera División, Club Libertad . Durante a temporada 2013/14, ele marcou nove gols em 36 jogos.

### Nacional
Substituindo o atacante Fredy Bareiro, lesionado, Montenegro foi titular da primeira mão da semifinal da Copa Libertadores do Nacional contra o Defensor Sporting, no dia 22 de julho. Aos 35 minutos da primeira parte, o Montenegro abriu o marcador para o Nacional, dando-lhes uma vantagem de 1–0, o golo foi assistido por Julián Benítez . O jogo terminou por 2-0 a favor do Nacional.

#### Leeds United
Em 1 de setembro de 2014, o Montenegro assinou um empréstimo para o Futebol Leeds, o negócio inclui uma opção de compra. O Montenegro ficou com a camisa 26 da temporada 2014/15.
Em 4 de janeiro de 2015, Montenegro fez sua primeira estreia no Leeds quando começou a derrotar o Leeds na FA Cup por 1-0 contra o Sunderland AFC .
Depois de marcar impressionantes 15 gols em 17 jogos da liga durante a temporada da Primera Division Paraguaia de 2016 pelo Nacional Asuncion, Montenegro foi emprestado ao Cerro Porteño pelo restante da campanha da Copa Libertadores de 2016. Vários dias depois, no entanto, a transferência foi recusada devido a uma exigência de documentação.

## Carreira internacional
Montenegro jogou pela seleção de Sub-20 do Paraguai e participou do Campeonato Sul-Americano de Juvenis em janeiro de 2011. Ele também jogou na Copa do Mundo Sub-20 da FIFA 2013, na Turquia, onde marcou com um "chute acrobático" contra a Grécia na fase de grupos.